# Xã Wood, Quận Huntingdon, Pennsylvania
Xã Wood (tiếng Anh: Wood Township) là một xã thuộc quận Huntingdon, tiểu bang Pennsylvania, Hoa Kỳ. Năm 2010, dân số của xã này là 708 người.